# Планински центар Ивер
Планински центар Ивер се налази на 1.230—1.496 m нмв, удаљен 8 km од Мокре Горе. Назван је по врху на обронцима планине Таре.
Центар чине скијалиште на Иверу и планински дом Младост. Скијалиште има четири уређене стазе укупне дужине пет километара. Старт је на 1.490 m нмв, циљ на 1.200 m нмв, поред планинског дома. Успињача капацитета 1.000 скијаша на сат времена истовремено опслужује четири стазе. Планинарски дом Младост, отворен 2008. године, подигнут је на равном платоу у подножју скијалишта. Грађен је од дрвета са високим стрмим дрвеним кровом на четири воде. Велике кровне површине разбијене су бројним прозорима. У најнижем нивоу крова, са три стране је подигнута додатна надстрешница која делимично наткриљује пространу терасу. Испод ње је магацин за ски опрему. Дом поседује 32 собе. Као и сви туристички објекти овог краја, урађен је у стилу дрвених брвнара. Поред скијашнице, ресторана и кафеа, овај хотел садржи теретану, суву сауну, слану собу, хамам и тушеве „тропске кише”.
У непосредној близини центра Ивер лоцирана је аутетична мокрогорска брвнара, адаптирана и прилагођена као помоћни објекат.